# Тривииды
Тривииды, или тривии (лат. Triviidae), — семейство морских брюхоногих моллюсков.

## Описание
Моллюски мелких размеров с длиной раковины до 27 мм, у большинства видов — около 15 мм. Раковина яйцевидной формы с многочисленными мелкими поперечными складками и ребрами на верхней поверхности раковины. Устье раковины щелевидное, с зубчиками. Окраска раковин светлая, преимущественно представлена одним из трёх основных цветов — белого, коричневого и различных оттенков розового. Пятна на раковинах имеются только у нескольких видов.
Ареал простирается от побережий Британских островов на севере до Мыса Доброй Надежды на юге Африки. Представители семейства стречаются и в Тихом, и в Атлантическом, и в Индийском океанах.
Питаются полипами.

## Классификация
К семейству тривиид относится более 130 видов, из которых наиболее широко распространенным является типовой род Trivia.
- Подсемейство Eratoinae
  - Alaerato Cate, 1977
  - Cypraeerato Schilder, 1933
  - Erato Risso, 1826
  - Eratoena Iredale, 1935
  - Hespererato Schilder, 1932
  - Lachryma Gray, 1832
  - Proterato Schilder, 1927
  - Sulcerato Finlay, 1930
- Подсемейство Triviinae
  - Cleotrivia Iredale, 1930[4][5]
  - Dolichupis Iredale, 1930[6][7]
  - Ellatrivia Schilder, 1939
  - Niveria Jousseaume, 1884
  - Pseudopusula Fehse & Grego, 2014
  - Purpurcapsula Fehse & Grego, 2009
  - Pusula Jousseaume, 1884
  - Semitrivia Cossmann, 1903[8][9]
  - Trivellona Iredale, 1931[10][11]
  - Trivia Broderip, 1837
  - Triviella Jousseaume, 1884[12][13]
  - Trivirostra Jousseaume 1884[14][15]

## См. также

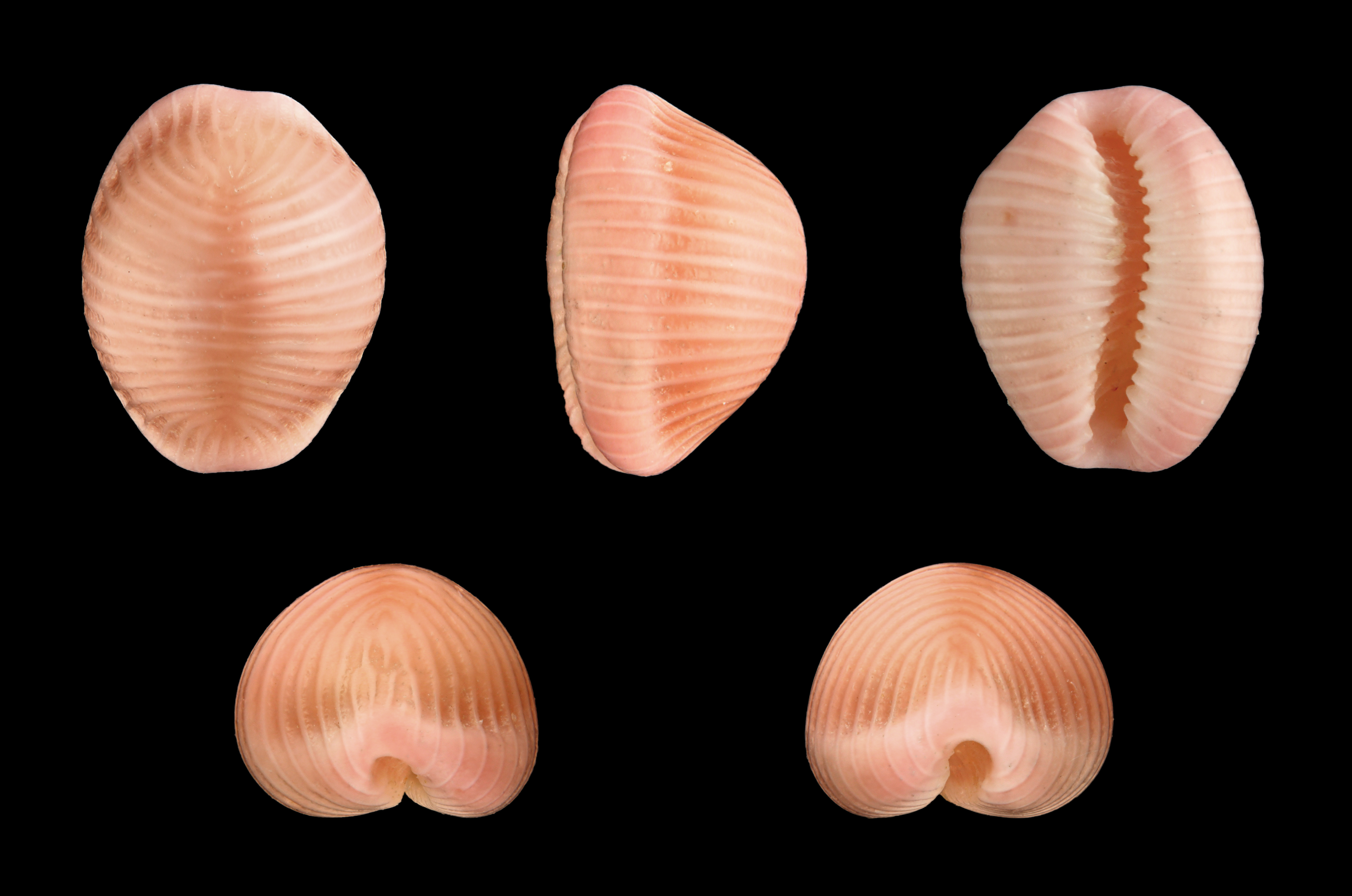
Dolichupis janae
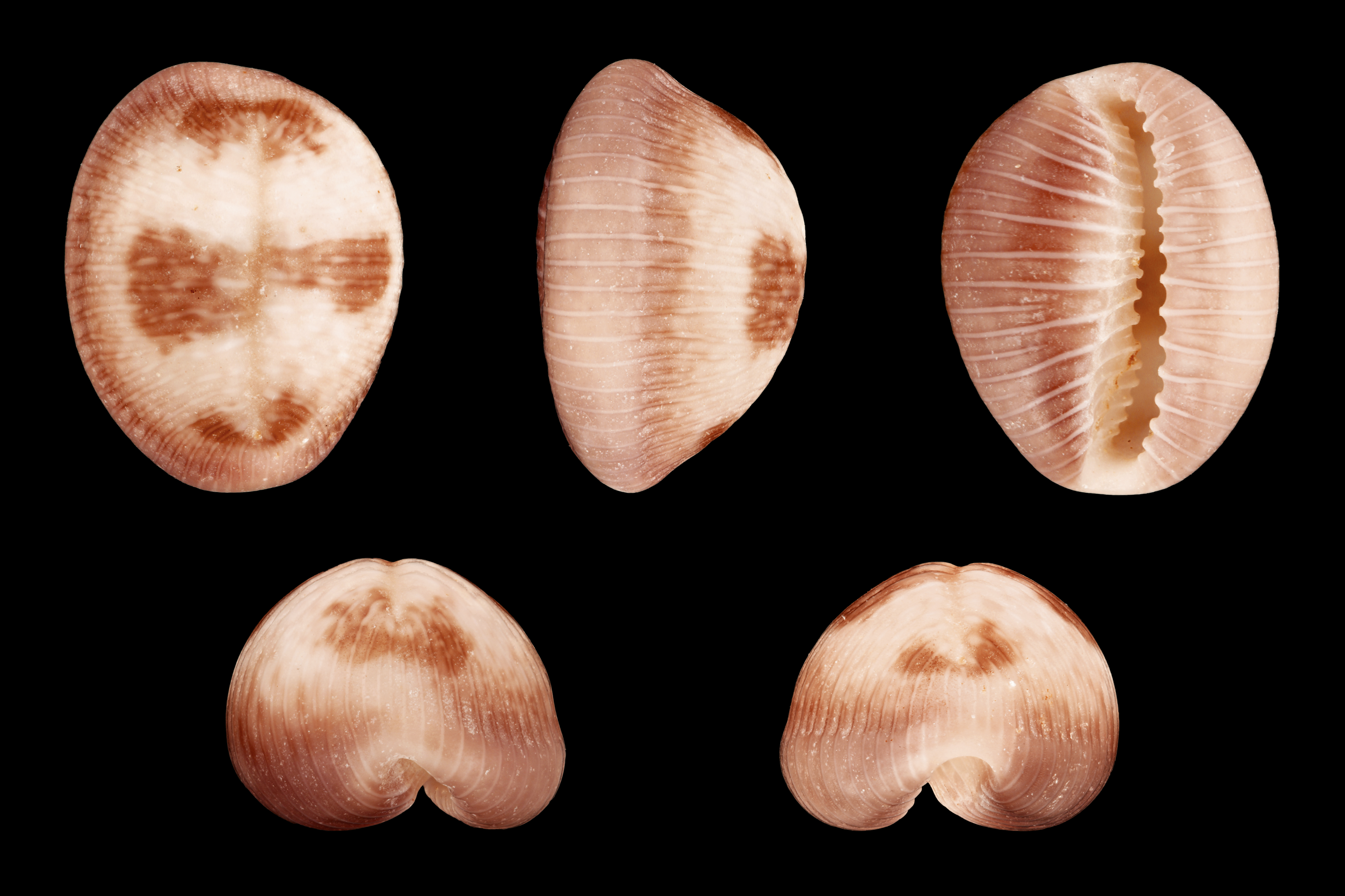
Pusula pediculus
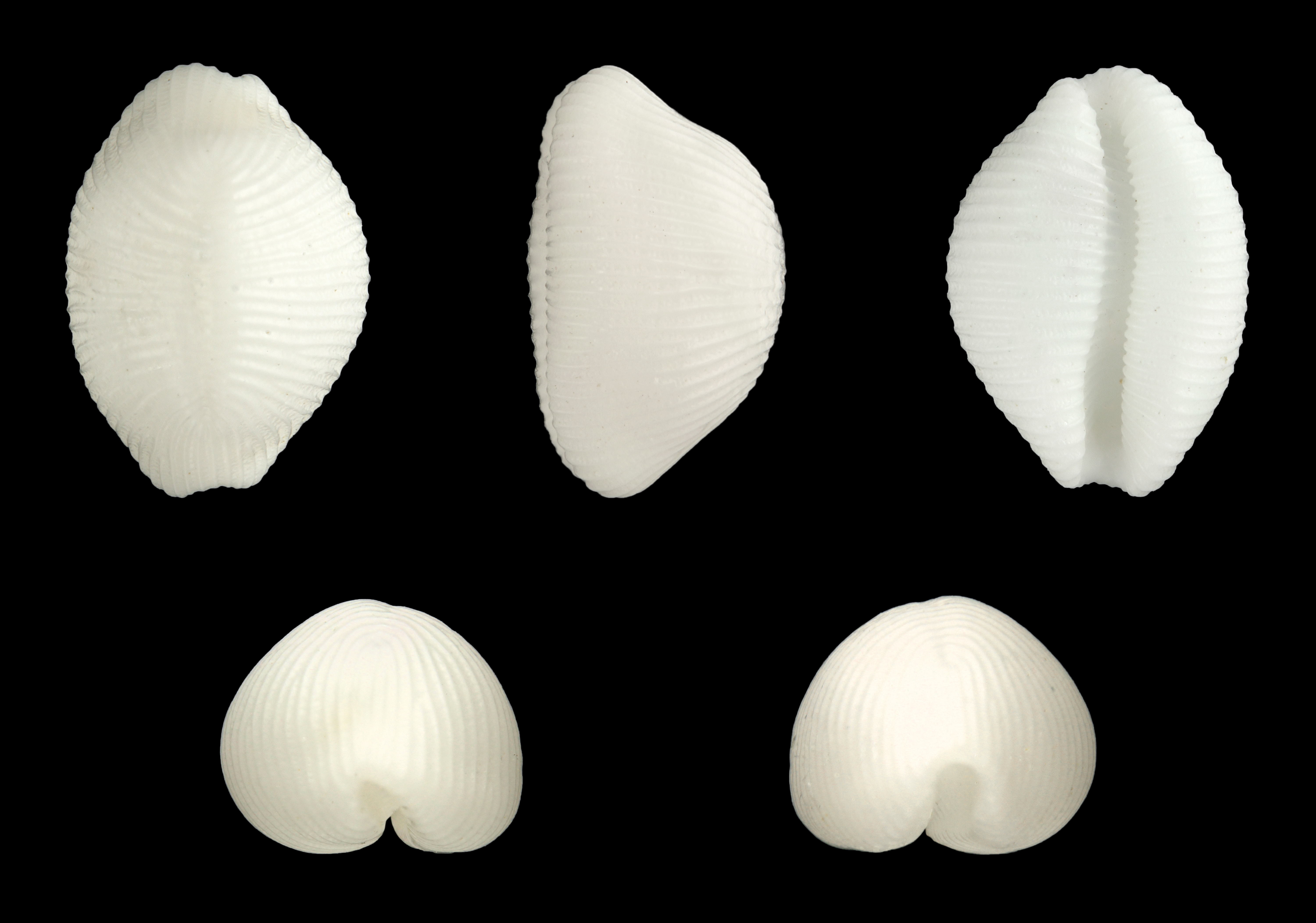
Trivirostra oryza